# Raset Ziatdinov
Raset Ziatdinov (russisch Рашид Агиляевич Зиятдинов; * 27. Dezember 1958 in der Usbekischen SSR) ist ein usbekischer Schachspieler. Seit 1998 spielt er für die Vereinigten Staaten.
Die UsSSR-Einzelmeisterschaft (Usbekistan) konnte er zweimal gewinnen: 1983 und 1985. Zweimal spielte er für die Usbekische SSR bei den sowjetischen Mannschaftsmeisterschaften (1983 und 1985).
Bei der usbekischen Einzelmeisterschaft 1993 wurde er geteilter Zweiter mit Tahir Vakhidov und Dmitry Kajumov.
Im Jahre 1990 wurde ihm der Titel Internationaler Meister (IM) verliehen. Der Großmeister-Titel (GM) wurde ihm 2005 verliehen. Seine höchste Elo-Zahl war 2535 im Juli 1997.
| Hier fehlt eine Grafik, die leider im Moment aus technischen Gründen nicht angezeigt werden kann. Wir arbeiten daran! |

## Veröffentlichungen
- Gm-Ram: Essential Grandmaster Chess Knowledge. 2000, ISBN 978-0938650720.